# 毀滅公爵
《毁灭公爵》（英語：Duke Nukem），由Apogee Software公司开发的游戏。发布于1991年7月1日。
它之所以受到广泛关注是因为在那个时候，它的优秀的关卡设计以及非常容易上手的游戏方式让玩家感觉非常自由，同时屏幕内的所有物品都可以被射击，不光是敌人，所有的障碍都可以打飞。
游戏设定在不久的未来。主人公Duke公爵的任务是阻止Dr.Proton，一个用全世界来作为他高科技机器人的赌注的疯子的行为。游戏中公爵离开了城市，和Proton战斗在空间站以及其他幻想中的地点。
游戏的图像大幅度借鉴了其他游戏，比如Turrican和PC版本的Mega Man。很长时加内都谣传Apogee公司想把Mega Man移植到PC上面，但是未获得授权。

## 爭議

### Nukem还是Nukum?
游戏发布后，Apogee发现另外一个名叫Captain Planet and the Planeteers的漫画中的人物和游戏重名。Apogee为了不产生法律上的纠纷，决定将游戏的下一个版本改名为Duke Nukum。后来他们又发现Duke Nukem其实并没有被注册，Apogee于是立即注册了这个名字，并且把Duke Nukem这个名字用到了现在。